# Pavlivka, Pohrebîșce
Pavlivka (în ucraineană Павлівка) este localitatea de reședință a comunei Pavlivka din raionul Pohrebîșce, regiunea Vinnița, Ucraina.

## Demografie
Componența lingvistică a localității Pavlivka
     Ucraineană (99,9%)
     Alte limbi (0,1%)
Conform recensământului din 2001, majoritatea populației localității Pavlivka era vorbitoare de ucraineană (99,9%), existând în minoritate și vorbitori de alte limbi.